# Vauban (Schiff)
Die Vauban war ein Großzerstörer der für die französische Marine gebauten Guépard-Klasse. Am 27. November 1942 versenkte die Besatzung die Vauban in Toulon selber. Das Schiff wurde nach dem französischen Festungsbaumeister und Marschall Sébastien Le Prestre de Vauban benannt.

## Maschinenanlage
Die Antriebsanlage der Vauban bestand aus vier Penhoët-Kesseln und zwei Parsons-Turbinen. Diese trieben über zwei Antriebswellen die beiden Schrauben an. Die Maschinen leisteten 73.738 WPS. Damit konnte eine Höchstgeschwindigkeit von 38,46 kn (etwa 71 km/h) mit einer Verdrängung von 2.600 ts erreicht werden.

## Bewaffnung
Die Hauptartillerie der Vauban bestand aus fünf 13,86-cm-Geschützen L/40 des Modells 1923 in Einzelaufstellung. Diese Kanone konnte eine 40,4 Kilogramm schwere Granate über eine maximale Distanz von 19.000 m feuern. Als Flugabwehrbewaffnung verfügte der Zerstörer bei Indienststellung über vier 3,7-cm-Flugabwehrkanonen (L/60) des Modells 1925 in Einzelaufstellung. Diese befanden sich links und rechts neben dem achteren Schornstein. Als Torpedobewaffnung verfügte die Vauban über sechs Torpedorohre in zwei Dreiergruppen für den Torpedo 23DT, Toulon.

## Verbleib
Nach der Niederlage Frankreichs verblieb die Vauban im Dienst der Marine des Vichy-Regimes. Bei der Besetzung Restfrankreichs durch das Dritte Reich versenkte die Besatzung am 27. November 1942 in Toulon das Schiff selber. Am 12. Mai 1947 wurde das Wrack gehoben und vor Ort abgebrochen.